# Alexander Vasiliev
Alexander Alexandrovich Vasiliev (em russo: Александр Александрович Васильев) (São Petersburgo, 4 de outubro de 1867 — Washington, D.C., 30 de maio de 1953) foi considerado a maior autoridade em história bizantina e da cultura do século 20. Sua História do Império Bizantino (vol. 1-2, 1928) ainda é um dos poucos relatos abrangentes da história bizantina, junto aos de autoria de Edward Gibbon e Uspensky Feodor. 
Vasiliev estudou com um dos primeiros profissionais Bizantinistas, Vasily Vasilievsky, na Universidade de São Petersburgo e, posteriormente, ensinou língua árabe lá. Entre 1897 e 1900, ele aprimorou sua educação em Paris. Em 1902 acompanhou Nicholas Marr em sua viagem ao Mosteiro Ortodoxo de Santa Catarina.
Durante a sua estadia na Universidade de Tartu (1904-1912), Vasiliev elaborou e publicou uma monografia altamente influente, Bizâncio e os árabes (1907). Ele também trabalhou no Instituto de Arqueologia da Rússia, criado por Fiodor Uspensky em Constantinopla. Em 1912, mudou-se para a Universidade de São Petersburgo como professor. Foi eleito para a Academia de Ciências da Rússia, em 1919.
Em 1925, durante sua visita a Paris, Vasiliev foi persuadido por Michael Rostovtzeff a emigrar para o Ocidente. Foi Rostovtzeff que garantiu para ele uma posição na Universidade do Wisconsin-Madison. Várias décadas depois, Vasiliev mudou-se, para trabalhar em Dumbarton Oaks. No fim de sua vida, foi eleito presidente da Kondakov Nikodim Instituto de Praga e da Associação Internacional de Estudos Bizantinos.

## Biografia
- Milton V. Anastos: Alexander A. Vasiliev: a personal sketch. In: The Russian Review 13, January 1954, p. 59-63.
- Sirarpie Der-Nersessian. "Alexander Alexandrovich Vasiliev, 1867-1953." Dumbarton Oaks Papers 9/10, 1956, pp. 1–21.